# ルーカス・オリヴェイラ・ローザ
ルーカス・オリヴェイラ・ローザ（Lucas Oliveira Rosa、2000年4月3日 - ）は、ブラジル・リベイラン・プレト出身のサッカー選手。アヤックス・アムステルダム所属。ポジションはディフェンダー。

## クラブ経歴
2018年、SEパルメイラスの下部組織からユヴェントスFCのアカデミーに引き抜かれ、2019-20シーズンからリザーブチームにあたるユヴェントスFC U-23に昇格した。しかし、トップチーム昇格は叶わず、2021年5月27日、レアル・バリャドリードと4年契約を結び、Bチームに登録されることが決定した。
2022年10月19日、セルタ・デ・ビーゴとの試合で先発フル出場したことでプリメーラ・ディビシオンデビューを果たした。
2025年2月4日、アヤックス・アムステルダムに移籍した。

## 代表経歴
2016年にU-17ブラジル代表のメンバーとして2017 南米U-17選手権の予選に1試合のみ出場した。